# Orchestre de Valence

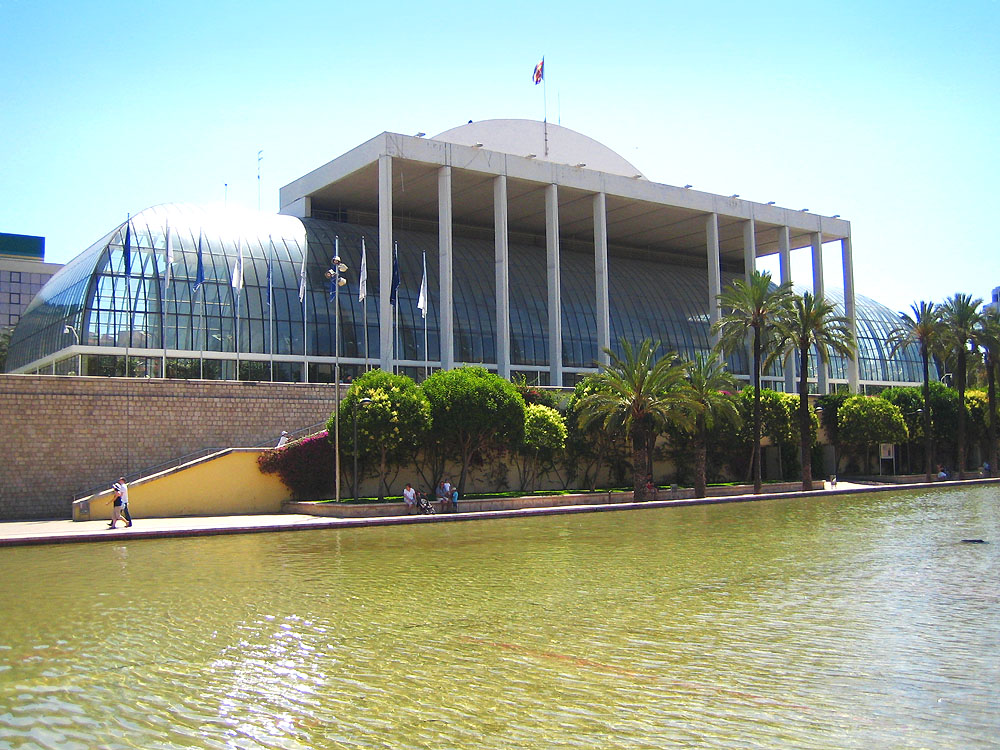
Palau de la Música

L'Orchestre de Valence (en valencien: Orquestra de València, en espagnol: Orquesta de Valencia) est un orchestre symphonique ayant son siège à Valence, en Espagne. Fondé en 1943 comme l'Orchestre Municipal de Valence, et membre de l'Association espagnole des orchestres symphoniques (AEOS), il ne doit pas être confondu avec l'Orquestra de la Comunitat Valenciana, fondé en 2006. L'Orchestre de Valence, qui a effectué sa première tournée à l'étranger en 1950 sous la direction de José Iturbi, a fait des tournées internationales très régulièrement durant les 20 dernières années. Il se produit principalement au Palau de la Música de la ville, qui ne doit pas être confondu avec le Palais des Arts Reina Sofía tout proche.

## Chefs principaux
- Joan Lamote de Grignon (1943-1949)
- Hans von Benda (1948-1952)
- Napoleone Annovazzi (1954-1956)
- Heinz Unger
- José Iturbi
- Enrique García Asensio (1964-1965)
- Pedro Pírfano (1966-1968)
- Luis Antonio García Navarro (1970-1974)
- Lorenzo Martínez Palomo (1974-1977)
- Benito Lauret (1980-1983)
- Manuel Galduf (1983-1997)
- Miguel Ángel Gómez Martínez (1997-2005)
- Yaron Traub (2005-2017)
- Ramón Tébar (2017-)